# Weronika Folmer
Weronika Folmer es una deportista polaca que compite en vela en la clase Europe. Ganó una medalla de bronce en el Campeonato Mundial de Europe de 2024.

## Palmarés internacional
| Campeonato Mundial | Campeonato Mundial | Campeonato Mundial | Campeonato Mundial |
| Año                | Lugar              | Medalla            | Clase              |
| ------------------ | ------------------ | ------------------ | ------------------ |
| 2024               | Hanko (Finlandia)  | Medalla de bronce  | Europe             |